# Epsilon-delta-bevis
Epsilon-delta-bevis är en typ av matematiska bevis angående gränsvärden. Med hjälp av epsilon-delta-bevis kan man exempelvis undersöka funktioners kontinuitet eller bevisa att en funktion har ett visst gränsvärde i en viss punkt.

## Princip
Principen bakom epsilon-delta-beviset är att man undersöker en funktions kontinuitet i en viss punkt, i ett obegränsat antal dimensioner. Om man undersöker en funktion i en variabel, {\displaystyle f(x)}, så granskar man en punkt {\displaystyle (x_{0},y_{0})}.
Man bestämmer en viss avvikelse som tillåts från {\displaystyle y_{0}} betecknat epsilon ({\displaystyle \epsilon }). Man vill nu hitta en liknande avvikelse på x-axeln, delta ({\displaystyle \delta }) som man vill få ett uttryck för. Idén är att bevisa att för alla {\displaystyle \epsilon >0}, oberoende hur litet man väljer det, finns det ett motsvarande {\displaystyle \delta >0} som gör att funktionens värden hålls innanför det bestämda intervallet (ifall funktionen är kontinuerlig i den valda punkten). I epsilon-delta-beräkningen gäller nu följande:
Vi studerar funktionen {\displaystyle f(x)} för olika värden på x. Om x kommer närmare punkten ({\displaystyle x_{0},y_{0}}) än det {\displaystyle \delta } vi söker, måste funktionens y-värde i punkten x vara närmare {\displaystyle y_{0}} än det {\displaystyle \epsilon } vi bestämt.
I matematisk skrift kan detta uttryckas:
{\displaystyle \left|x-x_{0}\right|<\delta \Rightarrow \left|f(x)-f(x_{0})\right|<\epsilon }

## Exempel
Vi har funktionen {\displaystyle f(x)=2x-7} och vi vill bevisa att {\displaystyle \lim _{x\to 4}f(x)=1} (notera att detta inte trivialt följer av att {\displaystyle f(4)=1}. Det vi i realiteten visar är att funktionen är kontinuerlig i {\displaystyle x=4}). Vi gör detta med hjälp av ett epsilon-delta-bevis. Vi bestämmer inget speciellt tal för epsilon, utan vi vill ha ett uttryck som svar.
Vi utgår ifrån att 
{\displaystyle \left|f(x)-f(x_{0})\right|<\epsilon }
{\displaystyle \Leftrightarrow \left|2x-7-1\right|<\epsilon }
{\displaystyle \Leftrightarrow \left|2x-8\right|<\epsilon }
{\displaystyle \Leftrightarrow 2\left|x-4\right|<\epsilon }
{\displaystyle \Leftrightarrow \left|x-4\right|<{\frac {\epsilon }{2}}}
Detta innebär att så länge x-värdet vi granskar inte är längre än {\displaystyle {\frac {\epsilon }{2}}} från {\displaystyle x_{0}=4}, är y-värdet mindre än {\displaystyle \epsilon } från {\displaystyle y_{0}=1}.
Vi kan alltså välja {\displaystyle \delta ={\frac {\epsilon }{2}}} som maximal avvikelse längs x-axeln och kan då konstatera att så länge {\displaystyle 0<\left|x-4\right|<\delta } är {\displaystyle \left|y-y_{0}\right|=\left|(2x-7)-1\right|<\epsilon ,\forall \epsilon >0}.

## Alternativ beskrivning
Studera den reellvärda funktionen 
{\displaystyle f(x)={\frac {x^{2}-1}{x-1}},}
vars definitionsmängd är den punkterade tallinjen {\displaystyle \mathbf {R} \setminus \{1\}}. Vi är intresserade av att undersöka funktionens värden, {\displaystyle f(x)}, då argumentet, {\displaystyle x}, rör sig kring det förbjudna talet {\displaystyle 1}.
Om argumentet antar värdena 1.01, 1.001, 1.0001 och 0.9999, antar funktionen de motsvarande värdena 2.01, 2.001, 2.0001 respektive 1.9999. Detta indikerar att funktionsvärdet f(x) närmar sig talet 2 då argumentet x närmar sig talet 1, både från höger och vänster på tallinjen. Det verkar som man kan få funktionsvärdet hur nära talet 2 som helst, bara man väljer argumentet tillräckligt nära talet 1. 
Säg att vi vill att funktionsvärdet {\displaystyle f(x)} skall befinna sig på avståndet {\displaystyle \varepsilon } från talet 2. Detta kan man uttrycka med hjälp av absolutbelopps-funktionen:
{\displaystyle \vert f(x)-2\vert <\varepsilon .}
Vad innebär detta för argumentet {\displaystyle x} ?
Om man sätter in uttrycket för funktionsvärdena får man
{\displaystyle \vert f(x)-2\vert =\left\vert {\frac {x^{2}-1}{x-1}}-2\right\vert =\vert x+1-2\vert =\vert x-1\vert ,}
där vi har tillämpat konjugatregeln för att förenkla uttrycket {\displaystyle {\frac {x^{2}-1}{x-1}}}. Detta visar att om vi vill att avståndet {\displaystyle \vert f(x)-2\vert <\varepsilon ,} måste vi välja talet {\displaystyle x} så att avståndet {\displaystyle \vert x-1\vert <\varepsilon .}
Vi har alltså lyckats visa att det, för varje val av talet {\displaystyle \varepsilon }, går att finna ett motsvarande tal {\displaystyle \delta } — vilket i detta fall råkar sammanfalla med talet {\displaystyle \varepsilon } — så att avståndet {\displaystyle \vert f(x)-2\vert <\varepsilon } om avståndet {\displaystyle \vert x-1\vert <\delta .}
Med logisk symbolik uttrycker man detta på följande sätt:
{\displaystyle \forall \varepsilon >0,\quad \exists \delta >0:\quad \vert x-1\vert <\delta \Longrightarrow \vert f(x)-2\vert <\varepsilon .}
Detta utläses:
För varje {\displaystyle \varepsilon >0} existerar det {\displaystyle \delta >0} sådant att om {\displaystyle \vert x-1\vert <\delta ,} så är {\displaystyle \vert f(x)-2\vert <\varepsilon .}